# Dukuhjati
Dukuhjati is een bestuurslaag in het regentschap Indramayu van de provincie West-Java, Indonesië. Dukuhjati telt 6636 inwoners (volkstelling 2010).